# Японские добровольцы в Русской армии
Японские добровольцы в Русской армии — участие подданных Японской империи в боевых действиях в составе Русской императорской армии во время Первой мировой войны. Несмотря на недавнюю русско-японскую войну, Япония и Россия вступили в Первую мировую войну в качестве союзников. Вскоре после начала мировой войны в Россию стали поступать просьбы от японских подданных, желавших воевать в составе русской армии.
В сентябре 1914 года премьер-министр Японии Окума Сигэнобу предложил России обсудить возможность создания вспомогательного японского корпуса из добровольцев. Эта инициатива вызвала интерес в российском военно-политическом руководстве, но встретила сопротивление в японском парламенте. В 1915-1916 годах обсуждались различные планы по отправке японских добровольцев на русско-германский фронт, включая созданию японских батальонов в России, но все они столкнулись с противодействием японского правительства и в итоге не были реализованы. В Японии также возникли многочисленные общественные инициативы по организации отрядов добровольцев для отправки на фронт — как в составе русской армии, так и в составе армий других стран Антанты. Однако официальный Токио дистанцировался и от этих инициатив.
Несмотря на это, просьбы от японских добровольцев продолжали поступать. В ноябре-декабре 1914 года в России был одобрен прием отдельных японских добровольцев в действующую армию в качестве «охотников». Японские добровольцы принимали участие в боях на Восточном и Кавказском фронтах в составе разных подразделений русской армии. Часть из них попало в плен к немцам.

## Предыстория
Отношения между Российской и Японской империями в период Первой мировой войны отличаются от отношений в предшествующий период. Несмотря на недавнюю русско-японскую войну, геополитические интересы двух стран сблизились и к 1914 году отношения стран стали де-факто союзническими. 23 августа 1914 года Япония вступила в войну на стороне Антанты, объявив войну Германии. Японские силы успешно захватили германскую концессию Цзяо-Чжоу и ряд микронезийских островов. Япония стала одним из основных партнёров России, поставляя значительные объёмы снаряжения, амуниции и других военных материалов для русской армии. 7 июля 1916 года между Россией и Японией был подписан союзный договор.

## Попытка создания отдельного формирования

### Официальные предложения
С первых дней войны дальневосточная администрация России начала получать прошения от японских подданных, желавших вступить добровольцами во вспомогательный японский корпус и отправиться на фронт. Появление японских добровольцев, стремившихся вступить в русскую армию, стало неожиданностью для российского правительства. Это подтверждается тем, что в указе Николая II от 16 сентября 1914 года, регламентировавшем прием на военную службу добровольцев на нижние чины из числа подданных союзных держав, Япония не упоминалась.
8 сентября 1914 года русский министр иностранных дел Сергей Сазонов получил от русского посла в Токио Николая Андреевича Малевского-Малевича сообщение о его встрече с японским премьер-министром. Малевский-Малевич докладывал, что премьер-министр Окума Сигэнобу предложил обсудить возможность создания вспомогательного японского корпуса из добровольцев в составе российской армии для действий на германском фронте и сообщил о многочисленных просьбах японских резервистов принять участие в боевых действиях. Генерал Цунэёси Мурата также предложил свои услуги в связи с формированием японского корпуса.
Мотивы Окума Сигэнобу в этом вопросе оцениваются историками по-разному. С.С. Григорцевич предположил, что японский премьер «стремился лишь выяснить позицию России и подчеркнуть дружеское отношение Японии к России». Ю.С. Пестушко же утверждает, что японское правительство своими «громкими заявлениями» о необходимости участия императорской армии в европейской войне стремилось оправдать в глазах населения планы увеличения военных расходов. Эта точка зрения, по мнению Д.Б. Павлова, основана на сообщениях посла Малевского-Малевича, которые относились к позициям парламентской фракции партии Досикай и «военного клана», а не к заявлениям токийского кабинета. Генерал от инфантерии Юрий Данилов же писал, что «в этом предложении, по-видимому, надо было видеть стремление Японии сблизиться с Россией и сгладить окончательно былые недоразумения».
По инициативе Окумы в Японии было создано «Общество отправки войск на европейский фронт», занимавшееся сбором средств для японских добровольцев. Японское добровольческое движение вызвало интерес в российском военно-политическом руководстве. Так, верховный главнокомандующий русской армии высказался за использование этой возможности для усиления войск на Западном фронте и укрепления отношений с Японией.
25 сентября 1914 года план отправки «вспомогательного корпуса японских добровольцев» в действующую русскую армию получил одобрение российского императора. Русское командование предложило транспортировать японских добровольцев по Транссибирской магистрали вперемежку с российскими солдатами и запросило у Токио информацию о числе волонтеров и другие сведения о них. В ответ японское правительство не проявило ожидаемого энтузиазма и предприняло шаги по ограничению своего участия в этом проекте.
В октябре 1914 года японский парламент обсуждал план отправки добровольцев в Россию, но большинство депутатов не поддержало эту идею. Инициатива кабинета Окума Сигэнобу относительно возможной отправки японских войск в Европу встретила сопротивление со стороны партии Сэйюкай. Представители Сэйюкай выразили опасения, что отправка войск потребует значительных государственных расходов. В случае отправки в Европу двадцати дивизий, по расчетам японского правительства, необходимо было построить корабли общим водоизмещением 5 миллионов тонн, что потребовало бы 700 миллионов иен на строительство и общих расходов в миллиард иен. По мнению Токио, отправка сравнительно небольшого количества солдат на европейские поля сражений не смогла бы существенно изменить ситуацию. Князь Ямагата Аритомо объяснил послу Н.А. Малевскому-Малевичу позицию правительства, что добровольцы не будут отправлены из-за возможных вооруженных восстаний в Китае.  
В результате правительство отложило принятие решения по этому вопросу и сосредоточилось на организации добровольческого движения. По информации российского посла в Токио Н.А. Малевского-Малевича, японское правительство рассчитывало на существенную финансовую поддержку со стороны России и её союзников в случае отправки японских резервистов на Восточный фронт. В ноябре 1914 года вместо японских добровольцев в Россию был послан отряд Японского Красного Креста. 
7 ноября 1914 года (по данным Павлов Д.Б — в начале декабря 1914 года) Генеральный штаб России, отвечая на запросы из Токио и штаба Приамурского военного округа, издал предписание о разрешении царя «на прием японских подданных охотниками в ряды нашей армии на тех же основаниях, как и подданных других союзных России держав». От желающих требовалось свидетельство о годности к службе и удостоверение о благонадежности; они зачислялись в ряды армии рядовыми. Решение о приеме и распределении оставалось на усмотрение начальников штабов военных округов, японские добровольцы подлежали увольнению после войны или раньше, если их нахождение признавалось нежелательным.
В декабре посол Японии в России Итиро Мотоно в разговоре с Сергеем Сазоновым подтвердил, что отправка японских войск на европейские театры войны не рассматривается.
В январе 1915 года Малевский-Малевич вновь сообщил в МИД России о поступающих в посольство прошениях от японцев, желающих вступить в русскую армию добровольцами. Он уточнил, что всего таких прошений поступило около 30, преимущественно от запасных нижних чинов и ремесленников из провинции. Малевский-Малевич запросил инструкции о том, как отвечать этим лицам. Подобные просьбы поступали и в более поздние годы. Так, в 1916 году приамурский генерал-губернатор Н.Л. Гондатти лично занимался рассмотрением пакета документов от Сюхаци Койке, японского подданного, ветеринарного врача, проживавшего в губернии Тоцигикен. Койке выразил желание поступить добровольцем и воевать на Восточном фронте.
Слухи о возможном формировании японского экспедиционного корпуса для отправки на фронт вызвали интерес у некоторых русскоподданных поляков. В частности, зафиксированы случаи обращений в японское консульство во Владивостоке с просьбами о зачислении в данный корпус. Например, в феврале 1915 года в японское министерство иностранных дел поступило письмо от поляка Антона Смолянского, выразившего желание вступить в японский экспедиционный корпус. В качестве мотивации он указал на невозможность поступить в русскую офицерскую школу и нежелание служить в русской армии в качестве рядового. Смолянский выразил готовность сражаться в рядах японской армии, чтобы «не посрамить храбрых японских товарищей». Точное количество поляков, обращавшихся к японскому правительству с аналогичными просьбами, неизвестно.
Начальник штаба Ставки генерал Николай Янушкевич выразил сомнения в целесообразности приема японских добровольцев в русскую армию поодиночке и предложил рассмотреть возможность формирования национальных японских подразделений. Главное управление Генерального штаба, в свою очередь, высказалось против передачи планируемых японских добровольческих частей под русское командование, ссылаясь на отсутствие у российских офицеров знания японского языка и понимания японской культуры.
После длительных консультаций между Ставкой, МИДом и Генеральным штабом, в сентябре 1916 года Мобилизационный отдел Генерального штаба с согласия военного министра начал разработку плана формирования в Московском военном округе нескольких национальных японских батальонов, численностью 1100 пехотинцев в каждом. Предполагалось начать с формирования одного-двух батальонов и вооружить их японскими винтовками, ранее приобретенными Россией. Реализация этого плана обуславливалась официальным согласием японского правительства и наличием среди добровольцев достаточного количества офицеров, владеющих русским языком.
Однако выполнить условия, выдвинутые российской стороной, оказалось невозможным. Японское правительство по-прежнему не одобряло отправку своих воинских подразделений на европейский театр военных действий. В сентябре 1916 года министр внутренних дел Японии по рекомендации военного ведомства издал указание губернаторам пресекать попытки японских резервистов ходатайствовать о зачислении в союзные армии. Японское военное министерство выразило опасения российским дипломатам, что японские добровольцы, не знающие русского языка, могут столкнуться с трудностями при службе в русских воинских частях.
В декабре 1916 года, учитывая негативную позицию японского правительства и недостаток квалифицированных офицеров среди добровольцев, русский военный министр отказался от идеи формирования японских батальонов. Согласно сведениям военного атташе Одагири, к указанному времени в одном из подмосковных военно-тренировочных лагерей находилось около 200 японских добровольцев. Вероятно, после отказа от формирования батальонов они были распущены.

### Общественные инициативы
На фоне обсуждения возможного участия японских войск в европейской войне в Японии возникли различные общественные инициативы по организации добровольческих отрядов для отправки на фронт. Некоторые из них имели сомнительный характер. Японская пресса периодически сообщала о формированиях различных добровольческих отрядах. Так, в одной газете сообщалось об «одном из отставных майоров японской армии», который якобы принял предложение возглавить формируемый в Японии «одним известным политическим деятелем» добровольческий корпус для отправки на помощь союзникам. Этот корпус численностью в 100 тыс. солдат и офицеров должен был направиться во Францию. Газета «Japan Weekly Mail» сообщала о формируемом неким «Обществом молодых людей» в префектуре Тотиги отряде добровольцев, численность которого должна была составить 3 тыс. человек. Таким образом, по самым скромным подсчетам, 100 тыс. японских добровольцев изъявило желание помочь России и её союзникам. 
В сентябре 1914 года Хара Томенити обратился в посольство Великобритании в Токио с предложением сформировать отряд численностью 150 000 человек для участия в боевых действиях на стороне британских войск. Аналогичное предложение поступило от японского адвоката Масудзимы, который планировал создать отряд из 5120 добровольцев, где жалование офицерам должно было составить в среднем очень большую сумму 30 тыс. иен в день на человека. Оба проекта предполагали финансирование со стороны Великобритании, включая выплату жалования и компенсаций семьям погибших и раненых.
Бывший полицейский надзиратель Осигэ обратился к русским военным властям с просьбой о выделении значительной суммы на формирование несуществующего отряда из 2000 японских добровольцев.
В начале 1915 года в Японии была распространена листовка организации «Добровольческий отряд», призывавшая японских граждан вступать в её ряды для отправки на помощь союзным армиям. Планировалось сформировать две пехотные дивизии, включающие 24 пехотных батальона, восемь эскадронов, артиллерийский полк со 100 орудиями и два саперных батальона. Против участия японских войск в боевых действиях на стороне России высказался генерал Янушкевич. Он выразил недоверие к Японии и опасения по поводу безопасности перевозки японских военных эшелонов через территорию России в условиях малочисленности русских войск в Сибири и на Дальнем Востоке.
Несмотря на возражения генерала Янушкевича, Санкт-Петербург принял решение об отправке японских добровольцев на русско-германский фронт. Для транспортировки планировалось использовать Транссибирскую магистраль, а для обеспечения безопасности предусматривалось чередование вагонов с японскими и русскими солдатами в составе военных эшелонов. Однако, данная инициатива вновь столкнулась с противодействием японской парламентской оппозиции, которая выступила против отправки японской армии на европейский театр военных действий.
В феврале 1915 года военный министр Японии Ока Итиносукэ выступил с обращением к военным, призвав их к взвешенному подходу при принятии решения об участии в конфликте. В это же время группа жителей Харбина отправилась в Токио с целью получить разрешение на формирование добровольческого батальона (численностью около 1000 человек) для отправки на помощь России. В японской прессе высказывались сомнения в том, что эта инициатива получит одобрение властей.
Так, газета Асахи симбун писала: «Добровольцами, записываются те, кто не знает реальной ситуации в России и в российской армии. К тому же, если и наберется тысяча-другая, то это все равно капля в море. Проблема российской армии не в том, что не хватает живой силы – вместе с резервистами она насчитывает около 10 млн. человек, из которых только 10 процентов наиболее опытных находятся на передовых. Остальные проходят обучение и ждут своей очереди, чтобы заменить погибших, раненых и измотанных. Воевать в армии, не зная языка и обычаев страны, это значит, что с передовой, скорее всего, тебя переведут на вторую, третью линии обороны и здесь будут использовать на подсобных работах».
В июне 1916 года газета «Харбинский вестник» сообщила, что в общей сложности 12 тыс. японцев выразили желание отправиться на русско-германский фронт. В конце лета 1916 года в русское посольство в Токио поступило предложение о формировании отряда из 173 японских добровольцев, владеющих русским языком. В сентябре того же года крестьянин из префектуры Гумма Като Кицусабуро сообщил о готовности 10 тысяч японцев, объединённых в добровольческую дружину «Великий путь», отправиться на фронт.
Российское военное ведомство серьёзно рассматривало подобные общественные инициативы. Эта позиция была обусловлена не столько нехваткой живой силы в русской армии, сколько стремлением сохранить хорошие отношения с Японией и обеспечить безопасность дальневосточных территорий России. Однако, официальный Токио дистанцировался от этих инициатив, заявив о своем неодобрении участия японских граждан в боевых действиях в составе иностранных армий. Японское правительство выразило сомнения в профессионализме добровольцев и, вероятно, стремилось сохранить контроль над процессом формирования и отправки военных контингентов, чтобы иметь возможность претендовать на компенсации от союзников.

### Итог
В результате ни регулярные японские подразделения войска, ни батальоны «охотников», ни санитарные отряды в русской действующей армии так и не появились. В результате японские добровольцы воевали в различных её формированиях. Кроме этого, в русской армии действовали небольшие группы японских военных специалистов (артиллеристов и водолазов), а также несколько десятков наблюдателей и других официальных представителей японских вооруженных сил.

## Численность добровольцев

### Количество прошений
Точное количество японских добровольцев неизвестно. В различных источниках приводятся разные данные: например, С.С. Григорцевич и П.Э. Подалко упоминают о 12 000 добровольцев, пожелавших воевать, со ссылкой на газету «Харбинский вестник», а журнал «Вокруг Света» — о 40 000. Однако подтверждений такой огромной численности в архивах нет, поэтому эта численность явно завышена.
Прошения были зарегистрированы в Токио, Хабаровске, Дайрене, Куаньчэнцзы, Харбине, Мукдене и других городах Южной Маньчжурии. К концу 1914 года в штабе Приамурского военного округа было зарегистрировано около 40 прошений от японцев. Ещё около 30 заявлений от японских граждан поступило в русское посольство в Токио и 12 — в генеральное консульство России в Харбине. К февралю 1915 года более 450 аналогичных прошений было направлено русскому консулу в Дайрене.
В Амурской и Приамурской областях, в северной Маньчжурии число японцев, подавших заявления, достигло 459. Газета из Порт-Артура сообщала о полутора тысячах желающих. В Чанчуне число желающих вступить в русскую армию было настолько значительным, что начальник русского полицейского управления обратился к своему японскому коллеге с просьбой о помощи в составлении правил набора добровольцев на японском языке, а также выразил свою признательность за энтузиазм японского населения.
В общей сложности российское министерство иностранных дел передало в Генеральный штаб около 500 заявлений от граждан Японии, желавших служить в русской армии в качестве добровольцев или санитаров.

### Оценки историков
Ю.С. Пестушко пришёл к выводу, что «за исключением нескольких представителей японского генерального штаба, побывавших за годы Первой мировой войны на русско-германском фронте, никто из японских добровольцев на европейский театр военных действий так и не был направлен». В.В. Михайлов указал на ошибки в этом утверждении, отметив, что офицеры генштаба по определению не могут считаться добровольцами, так как имеют официальный статус. Кроме того, он отметил, что помимо упомянутых офицеров генштаба, несколько сотен японских артиллеристов и инструкторов были направлены в действующую российскую армию, а японские добровольцы в единичном числе всё же воевали. При этом, Михайлов также отметил, что методология исследований Пестушко, основанная на публицистических материалах и документах советского периода, не позволила комплексно изучить тему, выявить реальные, а не декларируемые цели сторон, а также раскрыть все военно-политические и экономические причины, повлиявшие на дипломатию и политику России и Японии в этот период. В то же время, российские исследователи С. В. Гришачев и З. А. Шмакотина, ссылаясь на работу Ю.С. Пестушко, отмечают, что «Довольно остро и долго обсуждался вопрос об отправке японских добровольцев на фронт, однако, несмотря на желание большого количества волонтеров, сам этот факт пока имеет весьма слабое документальное подтверждение».
Т. Я. Иконникова заявила, что только в Амурской области было 40 японских добровольцев, а точное количество добровольцев ещё предстоит выяснить. В.Г. Дацышен считает, что во время войны на русский фронт проследовали лишь немногие японские добровольцы и санитарные отряды. По оценке К. О. Саркисова, сотни японцев записывались добровольцами, и из них десятки участвовали в боевых действиях за Россию.

## Просьбы о службе в авиации
Помимо просьб о зачислении в пехотные и другие рода войск, поступали также ходатайства от японских летчиков, желавших служить в русской авиации. Среди индивидуальных ходатайств было прошение сына министра юстиции Озаки Юкио — 28-летнего летчика-рекордиста Озаки Юкитэру, который выразил желание служить в русской авиации. В сентябре 1915 года газета The Japan Times сообщила о ещё одном японском летчике, 26-летнем Иеясу Наказава из префектуры Яманаси, который вернулся из Америки, где 13 лет обучался летному делу, и также выразил желание служить в русской авиации.

## Слухи
Санкционирование Токио движения японских добровольцев, желающих воевать в русской армии, приобрело широкую известность. В России были распространены слухи о том, что японские войска направляются на Восточный фронт. Многие люди утверждали, что видели японцев в тылу, и верили, что их участие поможет России победить в войне. Кроме того, подобный слух о наличие японцев на фронте ходил и среди немцев.

## Характеристика
Участие японских добровольцев в боях Первой мировой войны на стороне русской армии представляет собой малоизученный и примечательный эпизод в истории российско-японских отношений и самой войны. Этот факт, сам по себе, свидетельствует об изменениях в общественном сознании двух стран, которые ещё недавно были врагами. Происходил постепенный переход от недоверия и подозрительности к более доверительным отношениям, о минувшей войне стали говорить как о «недоразумении». В то же время участие японских добровольцев в боевых действиях на Восточном фронте носило в основном символический характер и не оказало существенного влияния на ход конфликта. Некоторые из них были удостоены российских боевых наград, а другие попали в плен к немцам, и столкнулись с жестоким обращением.
Мотивы, побуждавшие японских граждан вступать в ряды русской армии в годы Первой мировой войны, остаются малоизученными. Среди возможных факторов выделяются наличие пророссийских настроений, экономические мотивы, а также личностные факторы. По мнению К.О. Саркисова, никакого злого умысла среди добровольцев не было, а было искреннее желание помочь России. Среди добровольцев встречались как жители метрополии, так и представители японской диаспоры, проживавшие на территории Маньчжурии и российского Дальнего Востока, в частности, Амурской и Приамурской областей. По оценке посла В.Н. Крупенского, подавляющее большинство добровольцев происходило из малообеспеченных слоёв населения и не имело образования и подготовки, необходимой для службы в качестве офицеров.
Александр Панов, заведующий кафедрой дипломатии МГИМО МИД России, отмечает, что дружественные моменты в истории русско-японских отношений, включая участие японских добровольцев, не вспоминают. По мнению историка Сергея Гришачева, причина этого недостаточного освещения кроется в том, что участие японских добровольцев в русской армии не вписывалось в советский идеологический нарратив и не считалось актуальной темой для обсуждения. Владимир Дацышен считает, что причина кроется в избирательности исторической памяти, которая склонна фокусироваться на негативных событиях, затмевая эпизоды сотрудничества, такие как участие японских добровольцев и сестер милосердия.

## Боевое участие

### Восточный фронт
Поскольку отдельного формирования из японских добровольцев так и не было создано, японские добровольцы воевали в разных формированиях русской армии.
Дэгути Кисабуро, уроженец Киото, эмигрировал во Владивосток в 1913 году. Он занимался портняжным делом в своей мастерской. С началом Первой мировой войны Дэгути, состоявший в японском резерве, подал прошение о зачислении в русскую армию. В феврале 1915 года о его проводах на фронт писал японский журналист. 7 февраля Дэгути отбыл из Владивостока в Читу, где располагался сборный пункт, куда зачисляли в 15-й стрелковый полк. Как минимум, ещё двое японцев последовали его примеру. Он писал письма своим друзьям, где рассказывал о жизни в русской армии.
Из Читы он был направлен в Польшу. После короткого пребывания в Варшаве, он три дня добирался на поезде до места дислокации своего армейского корпуса (обозначенный по цензурным соображениям в виде сплошных нулей), где Дэгути встретился с японским капитаном Хасэбэ. Капитан угостил его обедом и рассказал, что в корпусе служит 11 японских офицеров и 20 нижних чинов, все артиллеристы, а линия фронта проходила в 400 метрах от расположения корпуса.
Позже Дэгути был переведен в 246-й полк. Путь к месту дислокации занял четверо суток и пролегал через места боев, где, по словам Дэгути, «доносился запах недавно пролитой крови». Большинство противников на фронте состояло из немцев и небольшого количество австро-венгров. В письме он сообщает о высокой интенсивности артиллерийского огня (20 выстрелов в минуту) от которого «поначалу гремело в голове. Было не по себе, а пушки врага не прекращали стрелять даже после того, как в атаку поднималась его пехота». Также он сообщает о потерях среди своих товарищей. Дэгути участвовал в 18 боевых вылазках, в том числе разведывательных, избегая ранений. По его мнению, выручал талисман —  письма и фотография родных. Дэгути сообщает, что враг готовится к крупному наступлению и уверен, что «не уронит честь японца».
Петербургский корреспондент газеты «Асахи», ранее скептически отзывавшийся о роли японских добровольцев в русской армии, сообщил о награждении Георгиевским крестом студента Токийского императорского университета по фамилии Хаяси. Награда была вручена за героизм, проявленный в боях в Восточной Пруссии. О студенте Хаяси также упоминалось в одной из виленских газет.
В составе 1-го гусарского Сумского полка служил гусар Левицкий, японец по происхождению, усыновлённый генералом Левицким после русско-японской войны. 26 июля 1915 года во время боя за фольварк Поравицы он первым ворвался на мост, где был тяжело ранен в живот. 2 августа 1915 года появилось неподтвержденное сообщение о гибели одного из трех японцев из Владивостока, которые были зачислены в 15-й стрелковый полк.
Отношение немцев к японским добровольцам было жестоким, если они попадали в плен. Известен случай одного японца, которому в отместку отрезали кончики ушей и отправили в назидание соотечественникам назад в Россию. Другая часть японских добровольцев была отправлена в немецкие лагеря для военнопленных.

### Кавказский фронт
В январе 1916 года два японца погибли в боях на Кавказском фронте. На этом фронте продолжали сражаться двое из Владивостока и ещё семь других японцев.

### Другие случаи
Японский цирковой артист Киёси Ямасаки, чей отец погиб в русско-японской войне, служил добровольцем в Русской армии с 1914 года по 1917, а потом и в Красной армии.

## Добровольцы в других странах
В годы войны японские добровольцы также воевали и в других союзных странах: Франция, Канада и США. 

#### Картотека Бюро по учету потерь на фронтах Первой мировой войны 1914–1918 гг. в РГВИА
- Левицкий Николай Алексеевич — раненный гусар во время боя за фольварк Поравицы.
- Касабро Дегуч — японский унтер-офицер.
- Оттомацу Казимото — японский мастер.

#### Публикации в газетах в период Первой мировой войны
- Заметка в «Tung Wah Times»
- Заметка в «Иркутская жизнь»
- Заметка в «Петроградский листок»
- «Банзай или самураи за Россию!» в статье «Российская империя, Ижевск и Удмуртия 100 лет тому назад»

#### Современные публикации в газетах
- Геннадий Обухов (3 августа 2022). В Первую мировую войну наши солдаты дрались японским оружием и вместе с японскими добровольцами (PDF). Дальневосточные ведомости. Владивосток. p. 11. ISSN 2071-8926. Дата обращения: 18 августа 2024.